# Karl Weyprecht
Karl Weyprecht (Carl Weyprecht; Darmstadt, 8. rujna 1838. - Michelstadt, 3. ožujka 1881.), austrougarski istraživač. Bio je časnik (k.u.k. Linienschiffsleutnant) u Austrougarskoj ratnoj mornarici. Najslavniji je kao istraživač Arktika, te advokat internacionalne suradnje u znanstvenoj polarnoj ekspediciji. Iako je nije uspio doživjeti, povezuje se s organizacijom prve Međunarodne polarne godine.